# 26 يونيو
- السبت
- الأحد
- الاثنين
- الثلاثاء
- الأربعاء
- الخميس
- الجمعة

- 314 ذو الحجة 1446  هـ
- 15 ذو الحجة 1446  هـ
- 26 ذو الحجة 1446  هـ
- 37 ذو الحجة 1446  هـ
- 48 ذو الحجة 1446  هـ
- 59 ذو الحجة 1446  هـ
- 610 ذو الحجة 1446  هـ
- 711 ذو الحجة 1446  هـ
- 812 ذو الحجة 1446  هـ
- 913 ذو الحجة 1446  هـ
- 1014 ذو الحجة 1446  هـ
- 1115 ذو الحجة 1446  هـ
- 1216 ذو الحجة 1446  هـ
- 1317 ذو الحجة 1446  هـ
- 1418 ذو الحجة 1446  هـ
- 1519 ذو الحجة 1446  هـ
- 1620 ذو الحجة 1446  هـ
- 1721 ذو الحجة 1446  هـ
- 1822 ذو الحجة 1446  هـ
- 1923 ذو الحجة 1446  هـ
- 2024 ذو الحجة 1446  هـ
- 2125 ذو الحجة 1446  هـ
- 2226 ذو الحجة 1446  هـ
- 2327 ذو الحجة 1446  هـ
- 2428 ذو الحجة 1446  هـ
- 2529 ذو الحجة 1446  هـ
- 261 محرم 1447  هـ
- 272 محرم 1447  هـ
- 283 محرم 1447  هـ
- 294 محرم 1447  هـ
- 305 محرم 1447  هـ
- 16 محرم 1447  هـ
- 27 محرم 1447  هـ
- 38 محرم 1447  هـ
- 49 محرم 1447  هـ

26 يونيو أو 26 حُزيران أو 26 يونيه أو يوم 26 \ 6 (اليوم السادس والعشرون من الشهر السادس) هو اليوم السابع والسبعون بعد المئة (177) من السنوات البسيطة، أو اليوم الثامن والسبعون بعد المئة (178) من السنوات الكبيسة وفقًا للتقويم الميلادي الغربي (الغريغوري). يبقى بعده 188 يوما لانتهاء السنة.

## أحداث
- 1097 - الحملة الصليبية الأولى الآتية من أوروبا تدخل الأراضي الآسيوية عبر القسطنطينية وتجبر حامية السلاجقة في نيقية على الإستسلام.
- 1791 - عمر مكرم يصل إلى القاهرة لأول مرة قادمًا من الصعيد.
- 1818 -المخترع الألماني كارل درايس يحصل على تسجيل براءة اختراع الدراجة الهوائية.
- 1853 - التوقيع على «معاهدة المقطع» بين الفرنسيين والأمير عبد القادر الجزائري.
- 1862 - بدء «حرب الأيام السبعة» أثناء الحرب الأهلية الأمريكية في عهد أبراهام لينكون.
- 1879 - تنصيب الأمير محمد توفيق خديوي على مصر بعد خلع والده الخديوي إسماعيل.
- 1940 - تركيا تعلن الحياد في الحرب العالمية الثانية.
- 1945 - التوقيع على ميثاق الأمم المتحدة في سان فرانسيسكو.
- 1974 - رفع العلم السوري في مدينة القنيطرة بعد استعادة السيادة السورية عليها عقب توقيع اتفاقية فك الاشتباك بين سوريا وإسرائيل.
- 1992 - منتخب الدنمارك يفوز ببطولة أمم أوروبا لكرة القدم التي أقيمت في السويد للمرة الأولى بعد فوزه في المباراة النهائية على منتخب ألمانيا بهدفين مقابل لا شيء.
- 1993 - الولايات المتحدة تطلق صاروخاً يستهدف مقر الاستخبارات العراقية في بغداد وذلك انتقامًا لمحاولة اغتيال الرئيس الأسبق جورج بوش في الكويت في أبريل من نفس العام والتي أحبطت قبل التنفيذ.
- 1995 - الرئيس المصري محمد حسني مبارك يتعرض لمحاولة اغتيال بعد وصوله إلى العاصمة الإثيوبية أديس أبابا للمشاركة في قمة أفريقية.
- 2006 - انضمام جمهورية الجبل الأسود إلى الأمم المتحدة.
- 2015 -
  - تفجير انتحاري استهدف جامع الإمام الصادق في منطقة الصوابر في الكويت أسفر عن مقتل 27 شخص وإصابة 227 آخرين على الأقل.
  - تنظيم الدولة الإسلامية (داعش)، يتبنى مهاجمة فنادق سوسة وتفجير مسجد الإمام الصادق وهجوم سان كانتان فالافييه، والتي خلفت أكثر من 62 قتيل في الدول الثلاث.
- 2022 - مقتل 21 بينهم قُصَّر في حادثة بملهى ليلي في مدينة إيست لندن، كيب الشرقية، في جنوب أفريقيا.
- 2024 - محاولة انقلاب فاشلة في بوليفيا على الرئيس لويس آرسي تفضي إلى إقالة كبار الضباط في البلاد.

## مواليد
- 1730 - شارل مسييه، عالم فلك فرنسي.
- 1824 - لورد كلفن، مهندس وعالم فيزياء اسكتلندي.
- 1834 - عبد الباقي الآلوسي، عالم مسلم عثماني عراقي.
- 1892 - بيرل باك، أديبة أمريكية حاصلة على جائزة نوبل في الأدب عام 1938.
- 1904 - بيتر لور، ممثل أمريكي.
- 1908 - سلفادور أليندي، رئيس تشيلي.
- 1913 - إيمي سيزير، سياسي وشاعر وكاتب فرنسي.
- 1931 - كولن ولسن، كاتب إنجليزي.
- 1933 - حسن مصطفى، ممثل مصري.
- 1937 - روبرت ريتشاردسون، عالم فيزياء أمريكي حاصل على جائزة نوبل في الفيزياء عام 1996.
- 1944 - غينادي زوغانوف، سياسي روسي.
- 1952 - بهية الحريري، سياسية لبنانية.
- 1955 - ألكساندرس ستراكوفس، لاعب ومدرب كرة قدم لاتفي.
- 1968 - باولو مالديني، لاعب كرة قدم إيطالي.
- 1970 - تاكيشي كونومي، رسام مانغا ياباني.
- 1974 - نيكول سابا، مغنية وممثلة لبنانية.
- 1977 - تايت كوبو، رسام مانغا ياباني.
- 1979 - أندي أوبراين، لاعب كرة قدم أيرلندي.
- 1980 - جيسن شوارتزمن، ممثل أمريكي.
- 1984 - حسين حاكم، لاعب كرة قدم كويتي.
- 1987 - سمير نصري، لاعب كرة قدم فرنسي.
- 1988 -
  - دانا مارديني، ممثلة سورية.
  - رؤى الصبان، ممثلة ومذيعة أردنية تعمل في الإمارات.
- 1990 - يحيى الشهري، لاعب كرة قدم سعودي.
- 1993 - أريانا غراندي، مغنية وممثلة وكاتبة أغاني أمريكية - ايطالية.

## وفيات
- 1086 - أبو الحسن المجاشعي، عالم مسلم ولغوي وشاعر عربي مغاربي.
- 1165 - منصور بن علوان الصيداوي، شاعر شامي.
- 1541 - فرانثيسكو بيثارو، قائد عسكري إسباني.
- 1831 - موراي ماكسويل، عسكري بريطاني.
- 1861 - عبد المجيد الأول سلطان الدولة العثمانية.
- 1933 - أحمد حمد الحمود (أبو جلدة)، ثائر فلسطيني أعدمته سلطات الإنتداب البريطاني
- 1943 - كارل لاندشتاينر، طبيب نمساوي حاصل على جائزة نوبل في الطب عام 1930.
- 1946 - يوسوكه ماتسوكا، سياسي ياباني.
- 1980 - إغناطيوس يعقوب الثالث، بطريرك أنطاكية للكنيسة السريانية الأرثوذكسية.
- 1996 - عبد البديع العربي، ممثل مصري.
- 1998 - محمد جمال الدين الفندي، فلكي وكاتب مصري.
- 2002 - حميراء بيغوم، ملكة أفغانستان القرينة
- 2003 - مارك فيفيان فويه، لاعب كرة قدم كاميروني.
- 2004 - ياش جوهر، منتج أفلام هندي.
- 2005 - محمد مستجاب، كاتب مصري.
- 2008 - رءوف عباس حامد، مؤرخ مصري.
- 2015 - عبد الحميد الرفاعي، ممثل كويتي.

## أعياد ومناسبات
- اليوم العالمي لدعم ضحايا التعذيب.
- اليوم العالمي لمحاربة المخدرات والإتجار بها.
- عيد الاستقلال في مدغشقر.
- عيد الاستقلال في الصومال.
- عيد العلم في رومانيا.

## وصلات خارجية
- وكالة الأنباء القطريَّة: حدث في مثل هذا اليوم.
- النيويورك تايمز: حدث في مثل هذا اليوم.
- BBC: حدث في مثل هذا اليوم.